# 서울불광초등학교
서울불광초등학교는 대한민국 서울특별시 은평구 불광동에 있는 공립 초등학교이다.

## 학교 연혁
- 1962년 4월 18일 서울불광국민학교 개교
- 1996년 3월 1일 서울불광초등학교로 교명 변경
- 1997년 2월 1일 급식실 개관 및 급식 개시
- 2002년 10월 2일 신관동 개관
- 2003년 8월 1일 불광체육문화센터 개관
- 2016년 8월 24일 화장실 시설 개선
- 2016년 8월 25일 본관, 별관 창호 교체 공사
- 2017년 3월 5일 수영장 시설 개선
- 2018년 3월 1일 제16대 조현애 교장 취임
- 2020년 3월 1일 37학급(특수 3학급) 편성
- 2020년 3월 31일 꿈담화장실(본관) 및 꿈담놀이터 준공
- 2021년 9월 5일 병설유치원 개관
- 2022년 3월 1일 제17대 김미경 교장 취임

## 참고 자료
- 서울불광초등학교 - 한국교육학술정보원 학교알리미